# 비제메

비제메의 문장

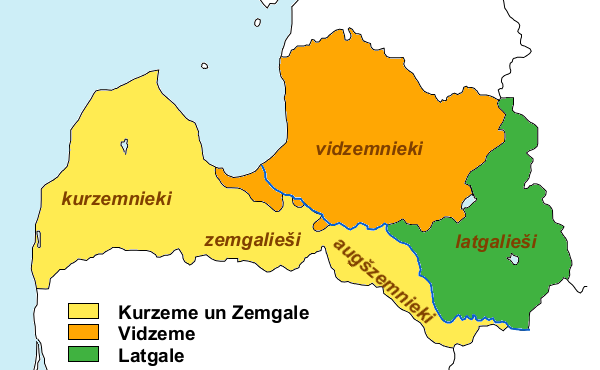
라트비아의 역사적 지역 구분

비제메(라트비아어: Vidzeme)는 라트비아의 역사적, 문화적 지역 가운데 하나이다. "가운데의 땅"이라는 뜻을 갖고 있으며 다우가바강 북쪽의 중북부 지역을 가리킨다.
고대부터 라트갈레인과 리보니아인이 정착했던 곳이다. 리보니아 전쟁 이후에 폴란드-리투아니아 연방과 리보니아 공국이 우안 지방을 차지했으며 쿠를란트-젬갈레 공국이 좌안 지방을 차지했다. 1629년 알트마르크 조약에 따라 스웨덴이 아이비엑스테 강까지 리보니아 공국 서부 지방을 차지했고 폴란드-리투아니아 연방은 리보니아 공국 동부 지방을 차지했다.
대북방 전쟁 당시에 러시아 제국이 스웨덴령 리보니아를 정복했고 1721년 뉘스타드 조약에 따라 러시아 제국에 편입되었다. 제1차 세계 대전 이후에는 새로 독립한 에스토니아와 라트비아로 나뉘었다.